# Juegos Deportivos Paranacionales de Colombia 2023
Los VI Juegos Deportivos Paranacionales de Colombia fueron el máximo evento deportivo de Colombia, que se realizaron entre el 2 y el 10 de diciembre de 2023. Es la primera ocasión en que las justas deportivas son organizadas por el Ministerio del Deporte de Colombia.

## Elección de la sede
En total, seis regiones presentaron su candidatura para organizar las justas: Boyacá, Eje Cafetero (Caldas, Quindío, Risaralda y Valle del Cauca), Ibagué (Tolima), Meta, Tolima y Valledupar El 5 de junio de 2019, el presidente Iván Duque y el ministro del deporte Ernesto Lucena anunciaron a la candidatura del Eje Cafetero como la ganadora de la sede de los Juegos Nacionales y Paranacionales 2023.

## Participantes
Un total de 29 delegaciones tomaron parte, entre ellas 27 departamentos, el Distrito Capital de Bogotá, y la representación de las Fuerzas Armadas. En esta ocasión no participaron Amazonas, Guainía, San Andrés y Providencia, Vaupés y Vichada.
| Lista de delegaciones participantes                                                                       | Lista de delegaciones participantes                                                                           | Lista de delegaciones participantes                                                                           |
| --- | --- | --- |
| - Antioquia - Arauca - Atlántico - Bogotá, D. C. - Bolívar - Boyacá - Caldas - Caquetá - Casanare - Cauca | - Cesar - Chocó - Córdoba - Cundinamarca - Fuerzas Armadas - Guaviare - Huila - La Guajira - Magdalena - Meta | - Nariño - Norte de Santander - Putumayo - Quindío - Risaralda - Santander - Sucre - Tolima - Valle del Cauca |

## Disciplinas deportivas
En esta edición de los Juegos Deportivos Paranacionales de Colombia habrá un total de 22 disciplinas, las mismas que en la edición 2019.
| - Ajedrez - Baloncesto en silla de ruedas - Billar - Boccia - Bowling - Esgrima | - Fútbol 5 - Fútbol 7 - Fútbol - Fútbol Sala - Golbol - Judo | - Para atletismo - Para natación - Para powerlifting - Para triatlón - Paracycling | - Rugby en silla de ruedas - Tenis de mesa - Tenis en silla de ruedas - Tiro deportivo - Voleibol sentado |

## Medallero
- Medallero final actualizado al 10 de diciembre de 2023.[5]

| Núm. | País               | Oro | Plata | Bronce | Total |
| ---- | ------------------ | --- | ----- | ------ | ----- |
| 1    | Valle del Cauca    | 171 | 151   | 86     | 408   |
| 2    | Bogotá, D. C.      | 136 | 101   | 114    | 351   |
| 3    | Antioquia          | 85  | 64    | 79     | 228   |
| 4    | Santander          | 50  | 43    | 41     | 134   |
| 5    | Boyacá             | 35  | 47    | 42     | 124   |
| 6    | Cundinamarca       | 26  | 52    | 60     | 138   |
| 7    | Caldas             | 22  | 18    | 18     | 58    |
| 8    | Cauca              | 18  | 13    | 17     | 48    |
| 9    | Tolima             | 13  | 24    | 40     | 77    |
| 10   | Meta               | 10  | 22    | 26     | 58    |
| 11   | Bolívar            | 10  | 10    | 19     | 39    |
| 12   | Risaralda          | 8   | 12    | 14     | 34    |
| 13   | Fuerzas Armadas    | 8   | 4     | 6      | 18    |
| 14   | Atlántico          | 5   | 15    | 14     | 34    |
| 15   | Nariño             | 5   | 9     | 18     | 32    |
| 16   | Quindío            | 5   | 4     | 7      | 16    |
| 17   | Córdoba            | 4   | 3     | 12     | 19    |
| 18   | Norte de Santander | 3   | 17    | 22     | 42    |
| 19   | Arauca             | 3   | 3     | 7      | 19    |
| 20   | Huila              | 2   | 3     | 6      | 11    |
| 21   | Casanare           | 2   | 2     | 1      | 5     |
| 22   | Sucre              | 2   | 0     | 1      | 3     |
| 23   | Chocó              | 1   | 0     | 1      | 2     |
| 24   | Magdalena          | 0   | 5     | 1      | 6     |
| 25   | Cesar              | 0   | 1     | 2      | 3     |
| 26   | Guainía            | 0   | 0     | 1      | 1     |